# Alfred Nicolas Rambaud
Alfred Nicolas Rambaud, född 2 juli 1842 i Besançon, död 10 november 1905 i Paris, var en fransk historiker.
Rambaud blev efter att 1870 ha förvärvat doktorsgraden med en avhandling i bysantinsk historia (L'empire grec au X:e siècle) 1871 professor i Caen. Han skrev där La domination française en Allemagne 1792–1804 (1873) och L'Allemagne sous Napoleon I 1804–1811 (1874). Under en följd av år ägnade han sitt huvudintresse åt den slaviska världens historia och samhällsliv. Resultaten av sina mångsidiga studier på detta område (han företog bland annat flera resor till Ryssland) samlade han framför allt i Histoire de la Russie (1878, svensk översättning av Carl Silfverstolpe 1880–1881). Vidare kan nämnas La russie épique (1876), Français et russes. Moscou et Sébastopol (1878) samt Russes et prussiens. Guerre de sept ans (1895). I samlingsverket Recueil des instructions données aux ambassadeurs et ministres de France utgav Rambaud avdelningen "Russie" (två band, 1890); hans inledning och kommentar till källmaterialet sväller här ut till en samlad framställning av Rysslands och Frankrikes diplomatiska förbindelser till och med 1793. 
År 1879 rycktes Rambaud för en tid från vetenskapen, då undervisningsministern Jules Ferry kallade honom till sin kabinettschef. Han kvarstod på denna post till 1881; året därpå inrättades en professur för honom i Paris. Rambauds livliga intresse för undervisningsväsendet tog sig uttryck i flera populära handböcker i fransk historia, bland annat Histoire de la civilisation française (tre band, 1885–1888). Tillsammans med Ernest Lavisse redigerade han en världshistoria, Histoire générale du IV:e siècle jusqu'à nos jours (12 band, 1894–1901), i vilken han själv behandlade östromerska riket, Ryssland och Turkiet. År 1903 publicerade han en biografi över Ferry. Rambaud tillhörde 1895–1902 senaten och var april 1896–juni 1898 undervisningsminister i Jules Mélines ministär. Han var även verksam som publicist; han bidrog, i synnerhet på 1870-talet, till att vidga den franska allmänhetens kännedom om ryska förhållanden och behandlade sedermera med förkärlek den franska kolonialpolitikens problem.